# Сцинтилятори

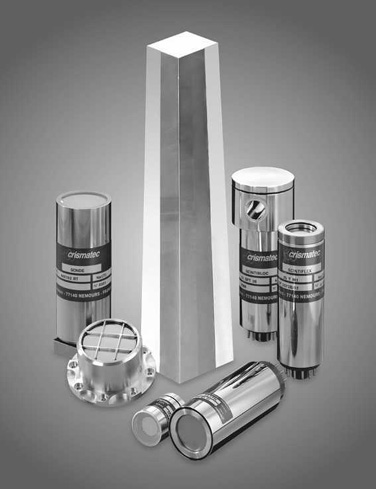
Сцинтиляційний кристал оточений різними збірками сцинтиляційного детектора.

Сцинтиля́тори (англ. scintillators, нім. Szintillatoren (m pl)) — речовини (тверді, рідкі, газоподібні), на яких виникають короткочасні світлові спалахи внаслідок дії на них йонізуючих частинок і променів (гамма-квантів, електронів, альфа-частинок і т. д.). Це монокристал або розчин (твердий чи рідкий),
який містить сполуки, що поєднують високу флуоресцентну
квантову ефективність, короткий флуоресцентний час життя
та добру розчинність переважно в ароматичних органічних
розчинниках або в ароматичних полімерах. Як правило, кількість випромінюваних фотонів пропорційна поглинутій енергії, що дозволяє одержувати енергетичні спектри випромінювання.
Сцинтиляційний матеріал - органічна або неорганічна речовина, яка входить до складу сцинтилятора. Напр., монокристали антрацену, транс-стильбену, деякі неорганічні монокристали, полімери й люмінісцентні домішки до розчинів і полімерів, розчинники.
Основне застосування сцинтиляторів — сцинтиляційні детектори ядерних випромінювань. У сцинтиляційному детекторі світло, яке випромінюється при сцинтиляції, потрапляє на фотоприймач (фотокатод фотоелектронного помножувача — ФЕП, рідше використовують фотодіоди та інші фотоприймачі), перетворюється на імпульс струму, підсилюється і записується системою реєстрації. Максимальний світловихід сцинтилятора — величина близько 50—70 тис. фотонів на 1 МеВ поглинутої енергії.